# Эстерло
Э́стерло (фин. Esterlo) — посёлок в составе Элисенваарского сельского поселения Лахденпохского района Республики Карелия.

## Общие сведения
Через посёлок протекает ручей Вярянкоскенйоки, правый приток реки Соскуанйоки. Через посёлок проходит дорога местного значения 86К-122 («Элисенваара — Тоунан»). Расстояние до Элисенваары — 1 км, до города Лахденпохья — 35 км.

## Население
| 2002 | 2009 | 2010 | 2013 |
| ---- | ---- | ---- | ---- |
| 327  | ↗329 | ↘272 | →272 |

## Улицы
- шоссе Куркиёкское
- ул. Новая
- ул. Полевая
- ул. Центральная
- ул. Школьная